# Frankenstein contre le monstre de l'espace
Pour plus de détails, voir Fiche technique et Distribution.
Frankenstein contre le monstre de l'espace (Frankenstein Meets the Spacemonster) est un film américain de science-fiction, sorti en 1965 et réalisé par Robert Gaffney .

## Synopsis
Les femmes ont disparu d'une planète non précisée à la suite d'une guerre nucléaire. Accompagnée d'un savant, le docteur Nadir, la Princesse Marcuzan se rend sur la Terre en vue de repeupler sa planète avec des femmes capturées dans ce but. Parallèlement la NASA envoie un androïde sur Mars, mais celui-ci se fait intercepter par les envahisseurs,...

## Fiche technique
- Titre original : Frankenstein Meets the Spacemonster
- Titre français : Frankenstein contre le monstre de l'espace
- Réalisation : Robert Gaffney
- Scénario : George Garrett
- Pays de production :  États-Unis
- Format : Noir et blanc - 1,85:1 - Mono
- Genre : horreur / Science-fiction
- Date de sortie : 
  - États-Unis : 22 septembre 1965
- Musique : Ross Gaffney
- Photographie : Saul Midwall
- Durée : 79 minutes

## Distribution
- Marilyn Hanold : Princesse Marcuzan
- James Karen : Dr. Adam Steele
- Lou Cutell : Dr. Nadir, le commandant du vaisseau alien
- Robert Reilly : Colonel Frank Saunders, l'androïde
- Nancy Marshall : Karen Grant
- David Kerman : Général Bowers
- Robert Alan Browne : un extraterrestre
- Robert Fields : un reporter
- Bruce Glover : un extraterrestre / Ull , le monstre de l'espace
- Susan Stephens : une surfeuse

## Autour du film
L’utilisation du nom de Frankenstein dans le titre du film est abusif. Il n'est jamais question d'un Dr Frankenstein, ni de sa famille, ni de ses disciples. Quant à la créature, ce n'est pas un assemblage de cadavre revenu à la vie, mais un androïde. Il est simplement dit pendant le film que la créature se comportait comme la créature de Frankenstein.